# Akademia Obrony Narodowej

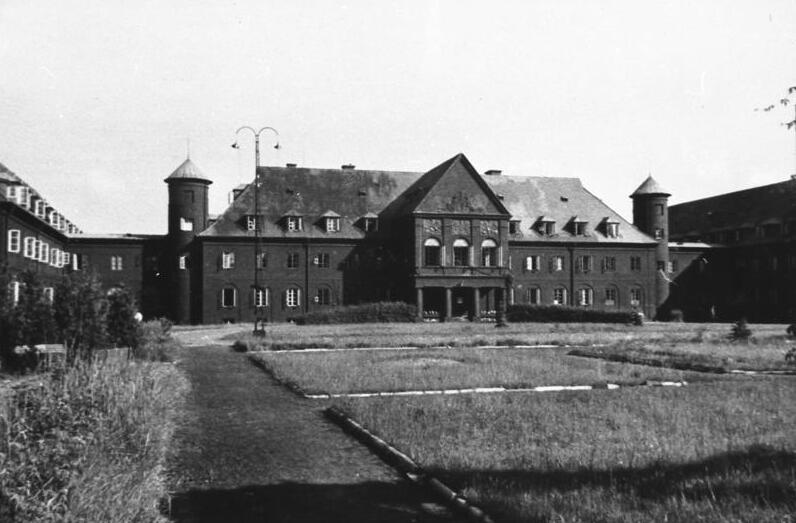
Polowa szkoła podoficerska dla załóg niemieckich pociągów pancernych w okresie II wojny światowej, w latach 1990–2016 biblioteka oraz akademik AON

Akademia Obrony Narodowej (AON) – działająca w latach 1990–2016 państwowa, cywilno-wojskowa uczelnia w Warszawie, kształcąca wyższe kadry dowódcze Sił Zbrojnych RP oraz cywilnych specjalistów w dziedzinie nauk o bezpieczeństwie i obronności. W 2016 w jej miejsce utworzono Akademię Sztuki Wojennej.

## Historia
Na mocy rozporządzenia Rady Ministrów z 21 maja 1990 roku Akademię Sztabu Generalnego z dniem 1 października 1990 roku przekształcono w Akademię Obrony Narodowej.
W strukturze uczelni znalazły się: Wydział Strategiczno-Obronny, Wydział Wojsk Lądowych, Wydział Wojsk Lotniczych i Obrony Powietrznej i Wydział Nauk Humanistycznych. W skład Wydziału Nauk Humanistycznych weszli oficerowie z samodzielnych katedr specjalistycznych oraz część nauczycieli z rozwiązanej Wojskowej Akademii Politycznej. Po kilku latach wydział ten został zredukowany do Instytutu Nauk Humanistycznych. W 1997 do AON włączono na prawach wydziału Wojskowy Instytut Historyczny. W 2001 Instytut ten rozwiązano, tworząc w jego miejsce Biuro Badań Historycznych podporządkowane ministrowi Obrony Narodowej.
W połowie lat 90. AON w działalności dydaktycznej wyraźnie wykroczyła poza sferę obronności otwierając dla studentów cywilnych nowe kierunki w postaci studiów: ekonomicznych, historycznych i zarządzania. Doprowadziło to do sytuacji, w której liczba studentów cywilnych znacznie przeważała nad liczbą studentów wojskowych.
W 2007 podjęto proces reorganizacji uczelni, tworząc: Wydział Zarządzania i Dowodzenia oraz Wydział Bezpieczeństwa Narodowego.
30 września 2016 r. na mocy ustawy z dnia 20 maja 2016 r. o utworzeniu Akademii Sztuki Wojennej (Dz.U. z 2016 r. poz. 906) AON została zlikwidowana, a w jej miejsce utworzono Akademię Sztuki Wojennej.

## Badania naukowe
Akademia prowadziła badania w dziedzinie nauk o obronności, obejmujących problemy: strategii, sztuki operacyjnej i taktyki wojsk lądowych, lotnictwa i obrony powietrznej oraz nauk humanistycznych i ekonomicznych. Prace badawcze miały charakter prognostyczny, modelowy i studyjny. AON uczestniczyła też w badaniach naukowych prowadzonych przez NATO Defence College.

## Współpraca międzynarodowa
AON współpracowała z wyższymi uczelniami innych armii, szczególnie z akademiami Niemiec, Czech, Słowacji, Węgier, Danii, Austrii, Szwecji, Francji i USA. Uczelnia utrzymywała też kontakty z ośrodkami kształcenia: Litwy, Ukrainy, Grecji, Hiszpanii, Japonii, Chin, Korei Południowej, Indii, Pakistanu i Arabii Saudyjskiej.

## Proces kształcenia
Akademia Obrony Narodowej kształciła studentów w programach studiów wszystkich trzech stopni (od licencjackich do doktorskich).
Ważną rolę w działalności uczelni odgrywały studia podyplomowe z zakresu: obronności państwa, edukacji obronnej i zarządzania kryzysowego, bezpieczeństwa informacyjnego i zarządzania lotnictwem.
AON szkoliła kadry cywilne na rzecz obronności państwa, m.in. przedstawicieli parlamentu, administracji państwowej i samorządowej. W każdym roku akademickim blisko 250 słuchaczy kształciło się na Wyższych Kursach Obronnych.

## Struktura organizacyjna (2013)
- Komenda
- Wydział Zarządzania i Dowodzenia
  - Instytut Dowodzenia
  - Instytut Lotnictwa i Obrony Powietrznej
  - Instytut Logistyki
  - Instytut Zarządzania
  - Instytut Obronności
- Wydział Bezpieczeństwa Narodowego
  - Instytut Bezpieczeństwa Państwa
  - Instytut Strategii
  - Instytut Prawa i Administracji
  - Instytut Stosunków Międzynarodowych
  - Instytut Inżynierii Systemów Bezpieczeństwa
- Pion Doskonalenia Kadr Wojskowych
  - Centrum Symulacji i Komputerowych Gier Wojennych
  - Centrum Szkolenia Obrony przed Bronią Masowego Rażenia
  - Centrum Doskonalenia Kursowego Oficerów
  - Wydział Kształcenia na Odległość
- Studium Języków Obcych
- Studium Wychowania Fizycznego
- Centrum Współpracy Międzynarodowej
- Wydział Organizacji Studiów
- Wydział Naukowy
- Wydział Wychowawczy
- Wydział Personalny
- Pion Kanclerza
  - Kwestura
  - Wydział Infrastruktury
  - Wydział Zabezpieczenia
  - Ambulatorium
- Pion Ochrony Informacji Niejawnych
- Sekcja BHP
- Sekcja Spraw Studenckich
- Biblioteka Główna
- Wydawnictwo AON

## Organizacje studenckie
W Akademii Obrony Narodowej działały różne koła naukowe i organizacje studenckie:
- Koło Naukowe Kryminalistyki i Kryminologii
- Erasmus Student Network
- Jednostka Strzelecka 1313 AON im. gen. Augusta Emila Fieldorfa ps. „Nil”[4] – terenowa jednostka organizacyjna ZS „Strzelec” OSW
- Młoda Europa – koło naukowe studentów Europeistyki
- Ars Legis
- Koło Naukowe Studentów Bezpieczeństwa Narodowego
- Koło Naukowe Studentów Logistyki AON
- Lotnicze Koło Naukowe
- Podróżniczy Klub Studencki
- Koło Naukowe Sił i Służb Specjalnych
- Studencka Akademia Polowa
- Studencka Telewizja
- Studencka Akademia Bezpieczeństwa
- Studenckie Koło Naukowe Cyberbezpieczeństwa „DELPA”
- Koło Naukowe Administratywistów AdLex
- Koło Naukowe Związku Strzeleckiego „Strzelec”

Od 30 sierpnia 2013 r. w Akademii działało Stowarzyszenie Absolwentów i Studentów Akademii Obrony Narodowej.

## Komendanci-rektorzy
- gen. broni prof. dr inż. Tadeusz Jemioło (1990–2000)
- gen. dyw. prof. dr hab. Bolesław Balcerowicz (2000–2003)
- gen. broni dr Józef Flis (2003–2006)
- gen. broni dr hab. inż. Józef Buczyński (2006–2007)
- gen. bryg. dr hab. inż. Janusz Kręcikij (2007–2009)
- gen. dyw. dr inż. Romuald Ratajczak (od 2009–2012)
- gen. dyw. dr hab. Bogusław Pacek (od 2012–2014)
- cz.p.o. płk prof. dr hab. Dariusz Kozerawski (17 czerwca 2014 – 21 października 2015)
- gen. dyw. w st. spocz. prof. dr hab. Bogusław Pacek (21 października – 17 listopada 2015)
- cz.p.o. płk prof. dr hab. Dariusz Kozerawski (17 listopada 2015 – 7 kwietnia 2016)[5]
- płk. dr inż. Ryszard Parafianowicz (7 kwietnia 2016 – 30 września 2016)[2][6]